# Davisit
Das Mineral Davisit ist ein extrem seltenes Kettensilikat aus der Pyroxengruppe mit der Endgliedzusammensetzung CaScAlSiO6.
Davisit kristallisiert mit monokliner Symmetrie und bildet farblose Kristalle von wenigen µm Größe.
Davisit wurde bislang nur in einigen wenigen Meteoriten nachgewiesen. Es gehört zu den ersten Mineralen, die bei der Entstehung des Sonnensystems aus dem präsolaren Nebel auskristallisierten und wurde in Calcium-Aluminium-reichen Einschlüssen (CAI) einiger Meteorite gefunden. Typlokalität ist der Allende-Meteorit, in dem Davisit zusammen mit Perowskit und Spinell auftritt.

## Etymologie und Geschichte
Die ersten Scandium-Pyroxene wurden 1978 von Haruo Ohashi vom "National Institute for Researches in Inorganic Material" (NIRIM) in Sakura (Chiba), Japan, synthetisiert und beschrieben.
Die erste Beschreibung eines natürlichen Sc-reichen Pyroxens lieferte Andrew M. Davis von der University of Chicago. Er beschrieb 1984 einen ungewöhnlichen Einschluss aus Scandium- und Zirkon-reichen Pyroxen, Yttrium-reichen Perowskit, Spinell und Hibonit im Ornans C3 Chondriten.
In den folgenden Jahren wurden nur sehr wenige weitere Scandium-reiche Pyroxene gefunden, z. B. 1996 im Murchison-Meteoriten, 2002 in CAI des Efremovka-Meteoriten oder 2003 in CAIs des Ningqiang Kohligen Chondriten.
25 Jahre nach der ersten Beschreibung eines natürlichen Scandium-Pyroxens, wurde Davisit im Jahr 2009 als eigenständiges Mineral durch die International Mineralogical Association (IMA) anerkannt. Chi Ma and George R. Rossman vom California Institute of Technology beschrieben Davisit aus einem CAI des Allende-Meteorit und benannten das neue Mineral nach Andrew M. Davis, dem Professor für Kosmochemie der University of Chicago, der den ersten Calcium-Scandium-Pyroxen im Ornans-Chondriten beschrieben hatte.
Davisit ist eines von nur rund 14 bekannten Scandium-Mineralen und mit Jervisit das zweite aus der Pyroxengruppe.

## Klassifikation
In der strukturellen Klassifikation der International Mineralogical Association (IMA) gehört Davisit zusammen mit Augit, Burnettit, Diopsid, Esseneit, Petedunnit, Grossmanit, Hedenbergit, Johannsenit, Kushiroit und Tissintit zu den Kalziumpyroxenen in der Pyroxengruppe.
Da der Davisit erst 2008 als eigenständiges Mineral anerkannt wurde, ist er in der seit 1977 veralteten 8. Auflage der Mineralsystematik nach Strunz noch nicht verzeichnet.
Im zuletzt 2018 überarbeiteten und aktualisierten Lapis-Mineralienverzeichnis nach Stefan Weiß, das sich aus Rücksicht auf private Sammler und institutionelle Sammlungen noch nach dieser alten Form der Systematik von Karl Hugo Strunz richtet, erhielt das Mineral die System- und Mineral-Nr. VIII/F.01-115. In der „Lapis-Systematik“ entspricht dies der Klasse der „Silikate und Germanate“ und dort der Abteilung „Ketten- und Bandsilikate“, wo Davisit zusammen mit Aegirin, Aegirin-Augit, Augit, Diopsid, Esseneit, Grossmanit, Hedenbergit, Jadeit, Jervisit, Johannsenit, Kanoit, Klinoenstatit, Klinoferrosilit, Kosmochlor, Kushiroit, Namansilit, Natalyit, Omphacit, Petedunnit, Pigeonit, Spodumen und Tissintit die Gruppe der „Klinopyroxene“ mit der System-Nr. VIII/F.01 bildet.
Die von der International Mineralogical Association (IMA) zuletzt 2009 aktualisierte 9. Auflage der Strunz’schen Mineralsystematik ordnet den Davisit ebenfalls in die Abteilung der „Ketten- und Bandsilikate (Inosilikate)“ ein. Diese ist weiter unterteilt nach der Struktur der Silikat-Ketten bzw. -Bänder, so dass das Mineral entsprechend seiner Zusammensetzung in der Unterabteilung „Ketten- und Bandsilikate mit 2-periodischen Einfachketten Si2O6; Pyroxen-Familie“ zu finden ist, wo es zusammen mit Augit, Diopsid, Esseneit, Hedenbergit, Johannsenit, Kushiroit und Petedunnit die „Ca-Klinopyroxene, Diopsidgruppe“ mit der System-Nr. 9.DA.15 bildet.
Auch die vorwiegend im englischen Sprachraum gebräuchliche Systematik der Minerale nach Dana ordnet den Davisit in die Klasse der „Silikate und Germanate“ und dort in die Abteilung der „Kettensilikatminerale“ ein. Hier ist er zusammen mit Augit, Diopsid, Esseneit, Hedenbergit, Johannsenit und Petedunnit in der Gruppe der „C2/c Klinopyroxene (Ca-Klinopyroxene)“ mit der System-Nr. 65.01.03a innerhalb der Unterabteilung „Kettensilikate: Einfache unverzweigte Ketten, W=1 mit Ketten P=2“ zu finden.

## Chemismus
Davisit mit der Endgliedzusammensetzung [M2]Ca[M1]Sc3+[T](AlSi)O6 ist das Scandium (Sc)- Analog von Kushiroit ([M2]Ca[M1]Al[T](AlSi)O6) und Esseneit ([M2]Ca[M1]Fe3+[T](AlSi)O6), wobei [M2], [M1] und [T] die Positionen in der Pyroxenstruktur sind.
Die empirischen Zusammensetzungen des Davisit aus der Typlokalität ist
- [M2]Ca0,989[M1](Sc3+0,502Mg0,165Ti3+0,152Ti4+0,105Zr4+0,105V0,017Y0,012Fe2+0,010Dy0,003Gd0,002Er0,001)[T](Si1,028Al0,972)O6.

Die Magnesiumgehalte gehen auf eine Mischkristallbildung mit Diopsid zurück,
- [M1]Sc3+ + [T]Al3+ = [M1]Mg2+ + [T]Si4+ (Diopsid)

und der Titaneinbau in Davisit erfolgt über zwei Mischkristallreichen, entsprechend den Austauschreaktionen
- [M1]Sc3+ = [M1]Ti3+ (Grossmanit)
- [M1]Sc3+ + [T]Si4+ = [M1]Ti4+ + [T]Al3+ (Al-Buffonit)

In synthetischen Davisit ist der Al-Buffonit-Gehalt bei 1 bar und 1420 °C auf ~34 Mol-% begrenzt.
Weiterhin bildet Davisit Mischkristalle mit Zr-Pyroxen, Burnettit und Kushiroit:
- [M1]Sc3+ + [T]Si4+ = [M1]Zr4+ + [T]Al3+
- [M1]Sc3+ = [M1]V3+ (Burnettit)
- [M1]Sc3+ = [M1]Al3+ (Kushiroit),[7][15]

wobei der Kushiroit-Anteil bei 1 bar und 1400 °C ~40 Mol-% nicht übersteigt.

## Kristallstruktur
Davisit kristallisiert mit monokliner Symmetrie der Raumgruppe C2/c (Raumgruppen-Nr. 15) und 4 Formeleinheiten pro Elementarzelle. Die Gitterparameter des synthetischen Endgliedes sind a = 9,884(2) Å, b = 8,988(1)Å, c = 5,446(1)Å und β = 105,86(1)°. Auch Strukturuntersuchungen an natürlichen Davisit sind im Einklang mit diesen Werten.
Die Struktur ist die von Klinopyroxen. Silicium (Si4+) und Aluminium (Al3+) besetzen die tetraedrisch von 4 Sauerstoffionen umgebene T-Position, Calcium (Ca2+) belegt die oktaedrisch von 6 Sauerstoffen umgebene M2-Position und die ebenfalls oktaedrisch koordinierte M1-Position ist mit Scandium (Sc3+) besetzt.

## Bildung und Fundorte
Reiner Davisit ist über einen großen Temperatur- und Druckbereich stabil. Bei 1 bar schmilzt Davisit oberhalb von 1530 °C inkongruent zu Scandiumoxid (Sc2O3) und Schmelze. Bei hohen Druck oberhalb von 22 kbar baut sich Davisit ab zu Eringait, einem Scandium-Granat und Oxiden.
Davisit ist bislang ausschließlich in Meteoriten gefunden worden, wo er in Calcium-Aluminium-reichen Einschlüssen (CAI) auftritt. Die hohe Anreicherung von seltenen Elementen mit hohen Schmelzpunkten wie Scandium, Zirkon und verschiedene Metalle der Seltenen Erden lässt zwei Mechanismen für die Bildung von Davisit zu. Einerseits kann sich Davisit bei der Abkühlung des präsolaren Nebels als eine der ersten Verbindungen bei sehr hohen Temperaturen abgeschieden haben. Andererseits kann Davisit ein Rückstand der Erhitzung und Aufschmelzung von CAIs sein, bei der Elemente mit niedrigem Schmelzpunkt wie Natrium, Magnesium und Silizium verdampft sind. Auch dies würde zu einer Anreicherung der hochschmelzenden Elemente in der verbleibenden Schmelze führen.
Typlokalität ist der Allende-Meteoriten, ein Kohliger Chondrit, der am 8. Februar 1969 nahe Parral in Chihuahua in Mexiko einschlug. Davisit wurde hier in CAIs entdeckt, wo er zusammen mit Perowskit und Spinell auftritt. Für dieses Vorkommen wird eine Bildung durch frühzeitige Kondensation aus dem präsolaren Nebel angenommen.
Im Ornans C3 Chondrit wurde Davisit in dem ungewöhnlich scandiumreichen CAI „OSCAR“ nachgewiesen. OSCAR besteht vorwiegend aus Davisit mit Einschlüssen von Perowskit, Spinell und Hibonit sowie molybdän-, osmium- und iridiumreichen Metallkörnchen.
Im Murchison CM2 Chondrit wurde Davisit in dem CAI „HIB-11“ gefunden, wo er ebenfalls Einschlüsse von Perowskit und Spinell hat sowie zahlreiche, kleine Hohlräume. Aus dem Verteilungsmuster der Seltenen Erden und Titanisotope wird ebenfalls auf eine Bildung durch frühzeitige Kondensation im präsolaren Nebel geschlossen.
In dem CAI 101.1 aus dem Efremovka Meteoriten, einem Kohligen Chondriten des Typs CV3, tritt Davisit als Umkrustung von Perovskit auf, zusammen mit Spinell und Gehlenit-reichem Melilit, in dem sich Einschlüsse von metallischen NiFe finden. Die Geschichte dieser Einschlüsse ist komplex, beginnend mit der frühen Kondensation von Sc,- Zr- und Selten-Erd-reichen Ca-Al-Verbindungen, erneuter Aufschmelzung und Aggregation verschiedener Einschlüsse sowie späterer Oxidation. Davisit bildete sich nach der teilweisen Aufschmelzung bei der Reaktion von Perowskit mit einer Sc-, Zr-reichen Calciumaluminatschmelze.
Im CAI NQJ3–5–7 des Kohligen Chondrit Ningqiang findet sich Davisit zusammen mit Hedenbergit als Einschluss in Gehlenit.
Im Vingarano CV3 Meteorit wurde Davisit zusammen mit Scandium-reichen Diopsid, Hexaferrum und Spinell in amöboiden Forsterit gefunden. Davisit umschließt hier Einschlüsse von Eringait und Tazheranit, aus denen der sich bei einer Reaktion mit Spinell oder dem Gas des präsolarem Nebels gebildet hat.